# Nuussuaq (Nuuk)

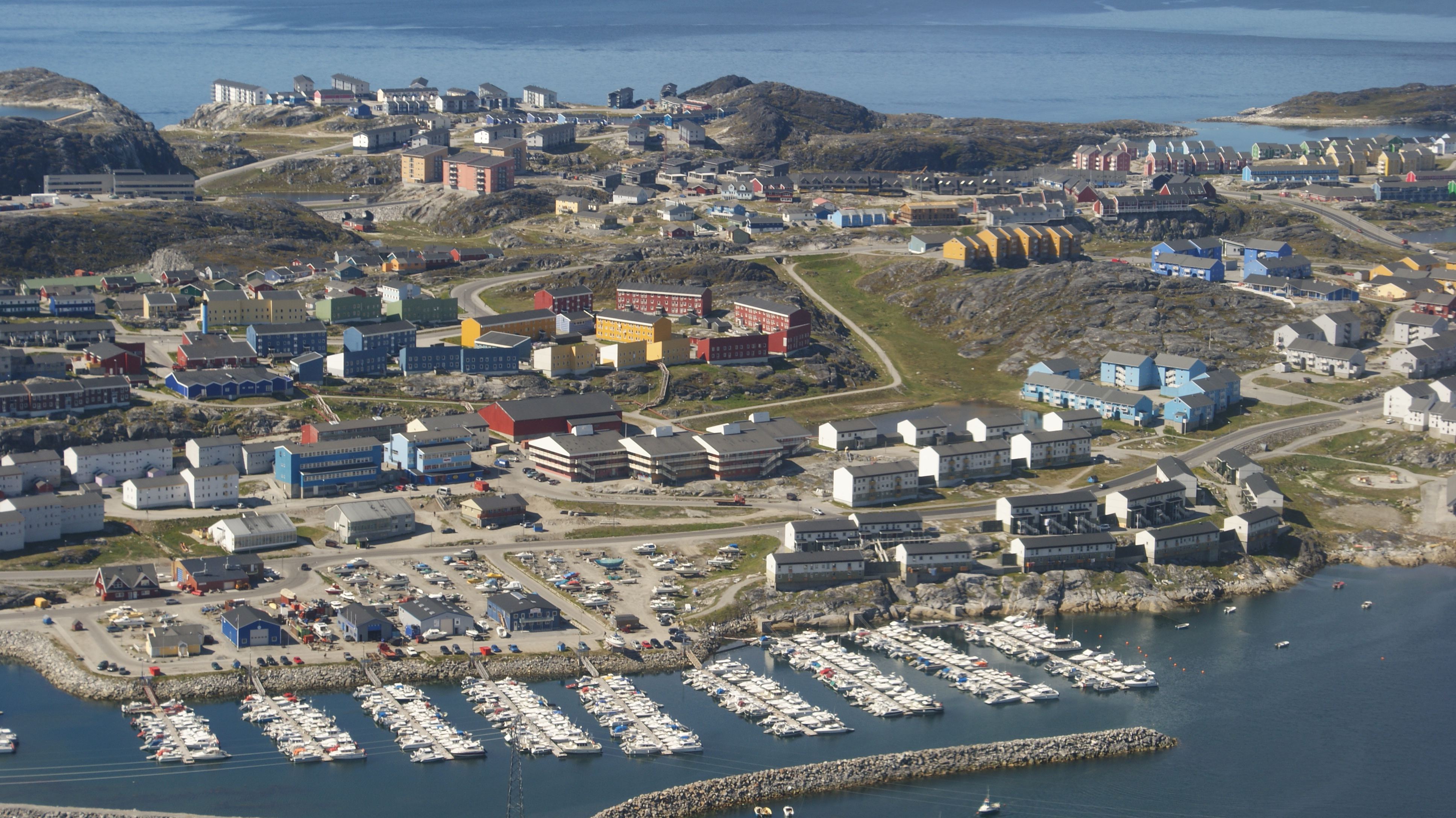
Luchtfoto van de wijk.

Nuussuaq is een buitenwijk van de Groenlandse hoofdstad Nuuk (gemeente Sermersooq). De wijk bestaat uit met allerlei kleine zijstraatjes aan één grote rondweg, het oostelijke gedeelte heet de Sorlaat, het westelijke deel de Nuussuaq.
De wijk bestaat uit losse stukjes rijtjeshuizen wat erg typerend is voor de modernere architectuur van Groenland. Er zijn in de wijk twee supermarkten en een dorpshal, het zwembad van Nuuk (Malik) ligt ook in Nuussuaq.
In Nuussuaq wonen ongeveer 5000 mensen en dat houdt in dat zo'n één derde deel van de bevolking van Nuuk er woont.
Nuup Bussii AS onderhoudt een zeer frequente busdienst naar het stadscentrum van Nuuk.
Nu deze wijk is volgebouwd, is men begonnen met de wijk Qinngorput.

## Bekende inwoners
- Asii Chemnitz Narup, burgemeester van Sermersooq, parlementslid en voormalig minister van Milieu en Volksgezondheid